# Gestaltungspreis der Wüstenrot Stiftung
Der Gestaltungspreis der Wüstenrot Stiftung ist ein deutscher Architekturpreis.

## Geschichte
Im Zweijahresrhythmus lobt die Wüstenrot Stiftung einen bundesweiten Gestaltungspreis zu herausragenden Aufgaben im Bereich des Wohnens, Planens und Bauens aus. Der Preis ist insgesamt mit 50.000 bis 60.000 Euro dotiert. Die siegreichen Objekte werden im Rahmen einer Wanderausstellung präsentiert.  Die Preisvergabe erfolgt durch eine Jury, deren Vorsitz unter anderem 1998 Peter Zlonicky und 2000 Werner Durth innehatten.

## Preisträger

### 1994–2002
- 1994: Selbständigkeit durch betreutes Wohnen im Alter – Architekturbüro ASAD für Betreutes Wohnen im Quartier IV, Neu-Isenburg[1]
- 1996: Integriertes Wohnen im städtebaulichen Kontext – Andreas Meck und Stephan Köppel für Integriertes Wohnen, Ingolstadt
- 1998: Umnutzungen im Bestand – neue Zwecke für alte Gebäude – Allmann Sattler Wappner für Umnutzung der Industriebrache der Heyne-Fabrik, Offenbach am Main[2]
- 2000: Wohnbauen in Deutschland – Fink + Jocher für Low Budget Siedlung Regensburg[3]

### 2002 – Schulen in Deutschland
- Quellen:[4]

|              | Ort         | Titel                         | Architekt                     | Fotografie |
| ------------ | ----------- | ----------------------------- | ----------------------------- | ---------- |
| Preis        | Aachen      | Maria Montessori Gesamtschule | Ernst Kasper und Klaus Klever |            |
| Auszeichnung | Pfullendorf | Staufer-Gymnasium             | Christine Remensperger        |            |
| Anerkenn     | Eichstätt   | Förderzentrum                 | Diezinger & Kramer            |            |

### 2004 – Bauen für Kinder
|              | Ort            | Titel                                                        | Architekt                   | Fotografie |
| ------------ | -------------- | ------------------------------------------------------------ | --------------------------- | ---------- |
| Preis        | München-Pasing | Sanierung und Umbau Kindergarten St. Leonhard                | Wallner Pfahler Primpke     |            |
| Auszeichnung | München        | Städtischer Kindergarten Friedrich Schiedel                  | Ueli Zbinden mit Peter Latz |            |
| Auszeichnung | Berlin         | Einbau des „Machmit!“ – Museum für Kinder in der Eliaskirche | Klaus Block                 |            |
| Auszeichnung | Stuttgart      | Städtischer Kindertagesstätte und des Eltern-Kind-Zentrum    | Hans Kollhoff               |            |
| Auszeichnung | Leichlingen    | Innenausbau der Praxis für Krankengymnastik und Yoga         | Lungwitz und Partner        |            |
| Anerkennung  | Ludwigsburg    | Städtischer Kindergarten Nussackerweg                        | Bernd Zimmermann            |            |
| Anerkennung  | Berlin         | Kindertagesstätte Jerusalemer Straße                         | Volker Staab                |            |

### 2006 – Umbau im Bestand
|              | Ort                  | Titel                                                          | Architekt                     | Fotografie |
| ------------ | -------------------- | -------------------------------------------------------------- | ----------------------------- | ---------- |
| Preis        | Frankfurt-Dornbusch  | Rück- und Umbau der Dornbuschkirche                            | Meixner Schlüter Wendt        |            |
| Auszeichnung | Darmstadt            | Umbau und Erweiterung Hessisches Staatstheater                 | Lederer Ragnarsdóttir Oei     |            |
| Auszeichnung | Berlin               | Umbau und Aufstockung Friedrichs-Gymnasium                     | David Chipperfield Architects |            |
| Auszeichnung | Gräfelfing           | Umbau Haus Gerl                                                | Florian Nagler                |            |
| Auszeichnung | Köln                 | Umbau einer ehemaligen Trafo-Station in das Galeriehaus ADS 1A | Bernd Kniess                  |            |
| Anerkennung  | Frankfurter Osthafen | Aufstockung des Kulturbunkers                                  | Index Architekten             |            |
| Anerkennung  | Berlin-Kreuzberg     | Aufstockung der Remise Schlesische Straße                      | Augustin und Frank            |            |
| Anerkennung  | Leinefelde           | Rückbau eines Plattenbaus zu Stadtvillen                       | Stefan Forster                |            |
| Anerkennung  | Köln                 | Umbau des Haus Berger/Gebhart                                  | Johannes Götz                 |            |
| Anerkennung  | Dresden              | Umbau eines Plattenbau-Ensembles                               | Knerer und Lang               |            |
| Anerkennung  | Dresden-Blasewitz    | Umbau eines Wasserfahrzentrums                                 | See Architekten               |            |

### 2008 – Energieeffiziente Architektur in Deutschland
|              | Ort         | Titel                                                           | Architekt                           | Fotografie |
| ------------ | ----------- | --------------------------------------------------------------- | ----------------------------------- | ---------- |
| Preis        | Hohenbercha | Bio-Hotel                                                       | Michael Deppisch                    |            |
| Auszeichnung | München     | energetische Optimierung der Boschetsrieder Siedlung            | Koch und Partner                    |            |
| Auszeichnung | Tübingen    | Paul Horn-Arena                                                 | Allmann Sattler Wappner             |            |
| Auszeichnung | Oberursel   | Einfamilienhaus in Passiv Standard                              | Canton Thielen Architekten          |            |
| Anerkennung  | Köln        | Kolumba Museum                                                  | Peter Zumthor und Rainer Weitschies |            |
| Anerkennung  | Frankfurt   | Lufthansa Aviation Center am Flughafen                          | Ingenhoven Architekten              |            |
| Anerkennung  | Ulm         | Neubau eines als Passivhaus zertifizierten Einfamilienhauses    | Mühlich, Fink & Partner             |            |
| Anerkennung  | München     | Wohnungen und Reihenhäuser des NEST-Nullenergieprojektes Solar2 | Joachim Nagel                       |            |
| Anerkennung  | Müllheim    | „Patchwork-Haus“, Wohnhaus                                      | Pfeifer Roser Kuhn Architekten      |            |

### 2010 – Neues Wohnen in der Stadt
|              | Ort     | Titel                                            | Architekt                           | Fotografie |
| ------------ | ------- | ------------------------------------------------ | ----------------------------------- | ---------- |
| Preis        | Ulm     | Umbau und Umnutzung des Stadtregal               | Braunger Wörtz und Rapp Architekten |            |
| Auszeichnung | Berlin  | Atelier Katharina Grosse                         | Augustin und Frank                  |            |
| Auszeichnung | München | Loft Wohnen Lenbach Gärten                       | steidle Architekten                 |            |
| Auszeichnung | Berlin  | Baugruppenprojekt                                | Zanderroth Architekten              |            |
| Anerkennung  | München | Wohnanlage Lothringer Straße                     | Andreas Meck und Stephan Köppel     |            |
| Anerkennung  | Berlin  | Wohnhaus Auguststraße 51                         | Grüntuch Ernst                      |            |
| Anerkennung  | Neu-Ulm | Wohn- und Geschäftshaus in der Schützenstraße 32 | Fink + Jocher                       |            |
| Anerkennung  | München | „Tridom Puzzle“, Aufstockung eines Gebäudes      | Wurfbaum Dantas Architects          |            |
| Anerkennung  | München | Wohnen am Mittleren Ring                         | Léon Wohlhage Wernik                |            |

### 2012 – Zukunft der Vergangenheit
|              | Ort         | Titel                                                                              | Architekt                       | Fotografie |
| ------------ | ----------- | ---------------------------------------------------------------------------------- | ------------------------------- | ---------- |
| Preis        | Hamburg     | Sanierung, Umbau und Erweiterung des Wohnquartiers Altenhagener Weg                | Springer Architekten            |            |
| Auszeichnung | Vaihingen   | Erweiterung und Modernisierung der städtischen Tageseinrichtung für Kinder         | ASS Planungs GmbH               |            |
| Auszeichnung | Karlsruhe   | Konzeption und Realisierung des temporären Amtssitzes des Bundesverfassungsgericht | Lederer Ragnarsdóttir Oei       |            |
| Auszeichnung | Hamburg     | Umbau und Umnutzung ehemaliger Verwaltungsgebäude im Reemtsma Park                 | Helmut Riemann                  |            |
| Auszeichnung | Schweinfurt | Umbau und Modernisierung des Pfarrzentrums Christkönig                             | Brückner & Brückner Architekten |            |
| Anerkennung  | Ingolstadt  | Sanierung und Modernisierung eines Mehrfamilienhauses                              | Ebe + Ebe + Partner             |            |
| Anerkennung  | München     | Umbau des Anbaus am Pacelli-Palais                                                 | Andreas Meck                    |            |
| Anerkennung  | München     | Umbau und Neugestaltung des Gebäudes 0505 der TU München                           | Hild und K                      |            |
| Anerkennung  | Bonn        | Modernisierung und Umbau eines städtischen Wohnhauses                              | Drexler Guinand Jauslin         |            |

### 2014 – Baukultur in Deutschland
|              | Ort                     | Titel                                             | Architekt                                      | Fotografie |
| ------------ | ----------------------- | ------------------------------------------------- | ---------------------------------------------- | ---------- |
| Preis        | Stuttgart               | Hospitalhof                                       | Lederer Ragnarsdóttir Oei                      |            |
| Auszeichnung | Ingelheim               | Aussegnungshalle                                  | Bayer & Strobel                                |            |
| Auszeichnung | Hambach                 | Restaurant Hambacher Schloss                      | Max Dudler                                     |            |
| Auszeichnung | Gerswalde               | Erweiterung und Umbau des Werkhaus Schütze        | Thomas Kröger                                  |            |
| Auszeichnung | Raunheim                | Ölhafenbrücke                                     | Schneider + Schumacher                         |            |
| Anerkennung  | Wettstetten             | Neue Ortsmitte                                    | Bembé Dellinger                                |            |
| Anerkennung  | Bochum                  | Umbau des Pumpenhaus                              | Heinrich Böll                                  |            |
| Anerkennung  | Berlin                  | Sanierung der Akademie der Künste Berlin          | Winfried Brenne                                |            |
| Anerkennung  | Porz                    | envihab – Institut für Luft- und Raumfahrtmedizin | Glass Kramer Löbbert und Uta Graff             |            |
| Anerkennung  | Berlin                  | Baugruppenprojekt R50                             | ifau und Jesko Fezer und Heide & von Beckerath |            |
| Anerkennung  | Ehrenfeld               | Umgestaltung der Kirche Sankt Bartholomäus        | Kissler + Effgen                               |            |
| Anerkennung  | München                 | Schaustelle                                       | Jürgen Hermann Mayer + Partner                 |            |
| Anerkennung  | Köln                    | Umbau der Zollhalle 12 im Rheinauhafen            | Molestina Architekten                          |            |
| Engere Wahl  | Mallersdorf-Pfaffenberg | Haus der Generationen                             | Neumann & Heinsdorff                           |            |

### 2017 – Umgang mit denkmalwürdiger Bausubstanz
|              | Ort               | Titel                                                        | Architekt                                               | Fotografie |
| ------------ | ----------------- | ------------------------------------------------------------ | ------------------------------------------------------- | ---------- |
| Preis        | Aarau             | Stadtmuseum                                                  | Diener & Diener und Martin Steinmann                    |            |
| Auszeichnung | Valendas          | Türalihus                                                    | Capaul & Blumenthal                                     |            |
| Auszeichnung | Frankfurt am Main | Silver Tower                                                 | schneider + schumacher                                  |            |
| Auszeichnung | Luzern            | Schulanlage Felsberg                                         | Menzi Bürgler                                           |            |
| Auszeichnung | Zürich            | Hallenbad City                                               | Ernst Niklaus Fausch Partner                            |            |
| Anerkennung  | Wien              | Generalsanierung des Wiener Stadthallenbads                  | driendl*architects                                      |            |
| Anerkennung  | Bremen            | Umbau und Umnutzung des Schuppen Eins                        | Westphal Architekten                                    |            |
| Anerkennung  | Winterthur        | Umbau des Gebäudes 118 auf dem ehemaligen Sulzer-Areal       | Rohrbach Wehrli Pellegrino                              |            |
| Anerkennung  | Berlin            | Ertüchtigung und Sanierung der Carl-Sonnenschein-Grundschule | Haberland Architekten und Haberland-Zierhut Architekten |            |
| Anerkennung  | Promontogno-Bondo | Sanierung der denkmalgeschützten Cäsa Cortini                | André Born                                              |            |

### 2021 – Das zukunftsfähige Einfamilienhaus?
|             | Ort           | Titel                      | Architekt          | Fotografie |
| ----------- | ------------- | -------------------------- | ------------------ | ---------- |
| Preis       | Bad Hindelang | Wählvermittlungsstelle     | Kofink Schels      |            |
| Preis       | Münsing       | Baugemeinschaft Pallaufhof | arc Architekten    |            |
| Preis       | Köln          | Baulücke                   | Wolfgang Zeh       |            |
| Anerkennung | Selzach       | Haus Scholl                | Meier Unger        |            |
| Anerkennung | Jonschwil     | Kleines Haus               | Lukas Lenherr      |            |
| Anerkennung | Hannover      | Recyclinghaus              | Cityförster        |            |
| Anerkennung | Ahrensburg    | Siedlungshaus              | LOKI Architektur   |            |
| Anerkennung | Köln          | Umbau eines Wohnhauses     | Feyyaz Berber      |            |
| Anerkennung | Breitenbrunn  | Waldhaus Tellerhäuser      | Büro Voigt         |            |
| Anerkennung | Finning       | Zuhaus im Apfelgarten      | Atelier Lüps       |            |
| Engere Wahl | Natternbach   | Hof Toni zu Moos           | Bogenfeld          |            |
| Engere Wahl | München       | Krüner 122                 | Sebastian Multerer |            |
| Engere Wahl | Menzenschwand | Haus am Hang               | AMUNT              |            |
| Engere Wahl | Aachen        | Haus Grau                  | AMUNT              |            |
| Engere Wahl | Polling       | House with two Columns     | Kofink Schels      |            |

### 2024 – Lücken füllen – Wohnraum schaffen
- Jury: Elisabeth Broermann, Philipp Esch, Barbara Holzer, Philip Kurz, Reiner Nagel, Anna Popelka, Karsten Tichelmann